# Ricardo Rodríguez de la Vega
Ricardo Rodríguez de la Vega (Mexico-Stad, 14 februari 1942 – aldaar, 1 november 1962) was een Mexicaans Formule 1-coureur. Ook zijn twee jaar oudere broer Pedro was autocoureur. Ricardo nam in 1961 en 1962 deel aan zes Grands Prix voor het team van Ferrari en scoorde hierin vier punten. 

## Sportwagens
In 1958 mocht hij niet deelnemen aan de 24 uren van Le Mans omdat hij met zijn 16 jaar nog te jong was.  
Een jaar later was hij wel van de partij. Samen met zijn broer Pedro deelden ze een OSCA maar moesten na vijf uren racen door een technisch probleem de strijd staken. 
In 1960 eindigde hij er met de Belg André Pilette als ploegmaat in een Ferrari 250 Testa Rossa op de tweede plaats. Met zijn 18 jaar is hij tot op heden de jongste piloot ooit die het podium haalde van de Franse uithoudingsrace.
In 1961 en 1962 nam hij opnieuw deel met Pedro, maar de broers moesten telkens door technische problemen aan hun Ferrari opgeven. 
In 1961 eindigde hij samen met zijn broer als derde in de 12 uren van Sebring en als tweede in de 1000 km van de Nürburgring. Aan het einde van het jaar winnen ze ook de 1000 km van Parijs. 

## Formule 1

### 1961
Door de goede prestaties die hij in de sportwagens neerzette in een Ferrari van het North American Racing Team, het semi-officiële fabrieksteam van de Amerikaanse Ferrari-dealer Luigi Chinetti, kreeg hij van het Italiaans merk de vierde fabriekswagen ter beschikking om in de Grand Prix van Italië te debuteren in de Formule 1. Hij reed meteen de tweede snelste kwalificatietijd waardoor hij van op de eerste startrij mocht vertrekken. Met zijn 19 jaar 6 maanden en 27 dagen was hij de jongste rijder ooit die van op de eerste startrij mocht vertrekken. Dit record werd pas 55 jaar later verbeterd toen de op dat moment nog geen 19 jaar geworden Max Verstappen in 2016 in België van op de eerste startrij startte!
In het begin van deze dramatisch verlopen race, was hij samen met zijn ploegmaats Phil Hill en Richie Ginther in een duel gewikkeld, maar in de 13e ronde moest hij door problemen met de benzinetank de strijd staken. 
Ricardo Rodriguez werd meteen de jongste Formule 1-rijder ooit en behield dit record 19 jaar lang tot de één maand jongere Nieuw-Zeelander Mike Thackwell in 1980 deelnam aan de Grand Prix van Canada.

### 1962
In april 1962 werd Ricardo Rodriguez tweede in de Grand Prix van Pau, een wedstrijd die niet meetelde voor het wereldkampioenschap .
Twee weken later won hij met de Belgen Willy Mairesse en Olivier Gendebien in een Ferrari 246 SP de Targa Florio!
Eind mei reed hij in Nederland zijn tweede Grand Prix. Terwijl hij in zesde positie reed, ging hij op zeven ronden van het einde van de baan wat meteen zijn opgave betekende.
Begin juni nam hij in Monaco deel aan de trainingsritten maar niet aan de race. Op het stratencircuit mochten in die tijd slechts 16 wagens van start gaan.
Veertien dagen later eindigde hij op vierde plaats in de Grand Prix van België op nauwelijks 0,1 seconde van zijn ploegmaat Phil Hill en een podiumplaats! Hij was de laatste rijder die niet door winnaar Jim Clark werd gedubbeld. Het zal zijn beste Formule 1-resultaat blijken te zijn. Met zijn 20 jaar 4 maanden en 3 dagen werd hij meteen ook de jongste Formule 1-rijder die punten scoorde. Dit record zal bijna 38 jaar standhouden tot de dan bijna twee maanden jongere Brit Jenson Button in 2000 zesde wordt in de Braziliaanse Grand Prix.
Ricardo Rodriguez nam niet deel aan de Grote Prijzen van Frankrijk en Groot-Brittannië en werd begin augustus in de op een natte Nürburgring verreden Grand Prix van Duitsland zesde.
In september moest hij in de Grand Prix van Italië na 63 van de 86 ronden met technische problemen opgeven. Het is zijn vijfde en zoals zal blijken ook zijn laatste Grand Prix.
Eind oktober wonnen de broers in een Ferrari 250 GTO voor de tweede opeenvolgende keer de 1000 km van Parijs.

## Overlijden
Daarop vertrok Ricardo naar zijn thuisland waar op 4 november de Grand Prix van Mexico zou worden verreden. Omdat deze wedstrijd niet meetelde voor het wereldkampioenschap, nam Ferrari niet deel. Ricardo slaagde erin om deel te nemen in een Lotus-Climax van het Rob Walker Racing Team.
Tijdens de eerste trainingsritten op donderdag kwam hij om het leven toen hij, in een ultieme poging om de tijd van de Brit John Surtees te verbeteren, in de gevreesde Peraltada-bocht, de kombocht net voor de start-finishlijn, van de baan ging toen hij probeerde de bocht plankgas te nemen. Het linker achterwiel van zijn wagen raakte de vangrail waardoor hij tweemaal over kop ging en vuur vatte. Ricardo werd uit de wagen geslingerd en was bijna op slag dood. Hij was nauwelijks 20 jaar. Zijn dood werd in Mexico als een nationale rouwdag aanzien.
Zijn broer Pedro bleef actief als autorenner en bouwde een succesvolle carrière uit. In 1971 kwam hij om het leven op de Duitse Norisring.
Het circuit in Mexico werd ter ere van hen herdoopt in het Circuito Hermanos Rodriguez.